# Moje piosenki – moje życie 1998–2008
Moje piosenki – moje życie 1998–2008 – dziewiąty album zespołu Toples wydana z okazji 10-lecia istnienia.
Znajduje się na nim łącznie 18 piosenek, z czego 15 to nowe aranżacje już znanych, 2 covery oraz jedna premierowa.

## Lista utworów
1. „Promienie” – 3:56
2. „Ciało do ciała” – 3:59
3. „Jak na imię ta dziewczyna ma” (Modern Version) – 3:48
4. „Przestań kłamać mała” – 4:29
5. „Na sercu rany” – 4:37
6. „Sąsiadka” – 3:20
7. „Albo on, albo ja” – 5:02
8. „Będę twój” – 5:00
9. „Hej, dobry DJ” – 5:02
10. „Nie mydło, nie granat” – 4:42
11. „Czy warto było kochać” – 4:05
12. „Młodość przeminie” – 3:33
13. „Nie chcę mieć” – 4:00
14. „Płyniesz w moich żyłach” – 5:00
15. „Jedna noc to za mało” – 3:50
16. „Jak na imię ta dziewczyna ma” (France Version) – 4:17
17. „Wielki czar” – 4:56
18. „Hej, sokoły” – 5:27

## Muzyka i teksty
- Przemysław Pietura - utwór 1
- Marcin Siegieńczuk - utwory 2 - 17
- Tradycyjne - utwór 18

## Aranżacje
- Jan Bańkowski - utwory: 1, 3
- Rafał Bień (SKY DEE JOY) - utwory: 2, 6, 8, 9, 10, 12, 14, 16, 17, 18
- Piotr Kiełczykowski (VAN FIRE) - utwory: 4, 5, 7, 13, 15
- Marek Borkowski (Marco VAN DJ) - utwór 11